# 花恋こまち
花恋 こまち（かれん こまち、2月8日 - ）は、宝塚歌劇団宙組に所属する娘役。
京都府京都市、同志社女子中学出身。身長165cm。愛称は「こまち」、「しまみん」。

## 来歴
2020年、宝塚音楽学校入学。
2022年、音楽学校卒業後、宝塚歌劇団に108期生として入団。入団時の成績は6番。星組公演「めぐり会いは再び next generation／Gran Cantante!!」で初舞台。その後、宙組に配属。
2025年、芹香斗亜の退団公演である「Razzle Dazzle」で新人公演初ヒロイン。2023年10月の芹香斗亜・春乃さくらの大劇場お披露目公演である「PAGAD」で新人公演初ヒロインを務める予定だったが公演中止に伴い、約1年3カ月越しの初ヒロインとなった。

## 主な舞台

### 初舞台
- 2022年4 - 5月、星組『めぐり会いは再び next generation-真夜中の依頼人（ミッドナイト・ガールフレンド）-』『Gran Cantante（グラン カンタンテ）!!』（宝塚大劇場のみ）

### 宙組時代
- 2022年8 - 11月、『HiGH&LOW-THE PREQUEL-』『Capricciosa（カプリチョーザ）!!』
- 2023年3 - 6月、『カジノ・ロワイヤル〜我が名はボンド〜』 - 新人公演：ダンサー
- 2023年7 - 8月、『大逆転裁判』（ドラマシティ・KAAT神奈川芸術劇場）
- 2023年9月、『PAGAD（パガド）』 新人公演：ロレンツァ／マリー・アントワネット（本役：春乃さくら）新人公演初ヒロイン『Sky Fantasy!』（宝塚大劇場のみ）
- 2024年6 - 8月、『Le Grand Escalier-ル・グラン・エスカリエ-』
- 2024年10月、『MY BLUE HEAVEN-わたしのあおぞら-』（宝塚バウホール） - 町田加代子
- 2025年1 - 4月、『宝塚110年の恋のうた』- エキストラの女、新人公演：ドロシー・レイン（本役：春乃さくら）『Razzle Dazzle（ラズル ダズル）』新人公演初ヒロイン[3][4]
- 2025年6 - 7月、『RED STONE』（KAAT神奈川芸術劇場・ドラマシティ） - マリーアン
- 2025年9 - 2026年1月、『PRINCE OF LEGEND』 - 神代ノア『BAYSIDE STAR』